# Петровск (Иркутская область)
Петро́вск — деревня в Тулунском районе Иркутской области России. Входит в состав Перфиловского муниципального образования.

## География
Деревня расположена на правом берегу реки Петровский Ключ (приток реки Манут), на расстоянии примерно в 25 км к юго-западу от города Тулун, административного центра района.

## Население
| 2002 | 2010 | 2011 | 2012 |
| ---- | ---- | ---- | ---- |
| 209  | ↘205 | ↘204 | ↘202 |

### Половой состав
По данным Всероссийской переписи, в 2010 году в деревне проживало 205 человек (103 мужчины и 102 женщины).